# Абесадзе, Гия Вахтангович
Гия Вахтангович Абесадзе (груз. გია ვახტანგის ძე აბესაძე; 1956—1991) — грузинский советский врач-кардиолог.
21 сентября 1991 года на проспекте Руставели в Тбилиси устроил самосожжение в знак протеста против гражданской конфронтации между правительством Звиада Гамсахурдии и Национальной гвардией Грузии.
Именем Гии Абесадзе названа улица в старом Тбилиси.
Снят документальный фильм о Гиа Абесадзе. Продюсер фильма Гоча Пипия, режиссёр Гоги Калибадзе.

## Биография
Родился в Зестафони.
Жил в д. 6 на улице Первомайской, ныне — улице Абесадзе (мемориальная доска)
Был женат, имел дочь.